# Ramsey-Kliff
Das Ramsey-Kliff ist ein rund 1400 m hohes Felsenkliff im westantarktischen Queen Elizabeth Land. In der Neptune Range der Pensacola Mountains ragt es 3 km nordöstlich des Mount Torbert im Torbert Escarpment auf.
Der United States Geological Survey kartierte es anhand eigener Vermessungen und Luftaufnahmen der United States Navy aus den Jahren von 1956 bis 1966. Das Advisory Committee on Antarctic Names benannte des 1968 nach Robert E. Ramsey, Lagerverwalter auf der Ellsworth-Station im antarktischen Winter 1958.